# Hrad přepevný jest Pán Bůh náš
Hrad přepevný jest Pán Bůh náš (něm. Ein feste Burg ist unser Gott) je duchovní píseň, kterou kolem roku 1529 zkomponoval Martin Luther. Slova napsal na motivy Žalmu 46. Tiskem vyšla poprvé roku 1531.

## Charakter

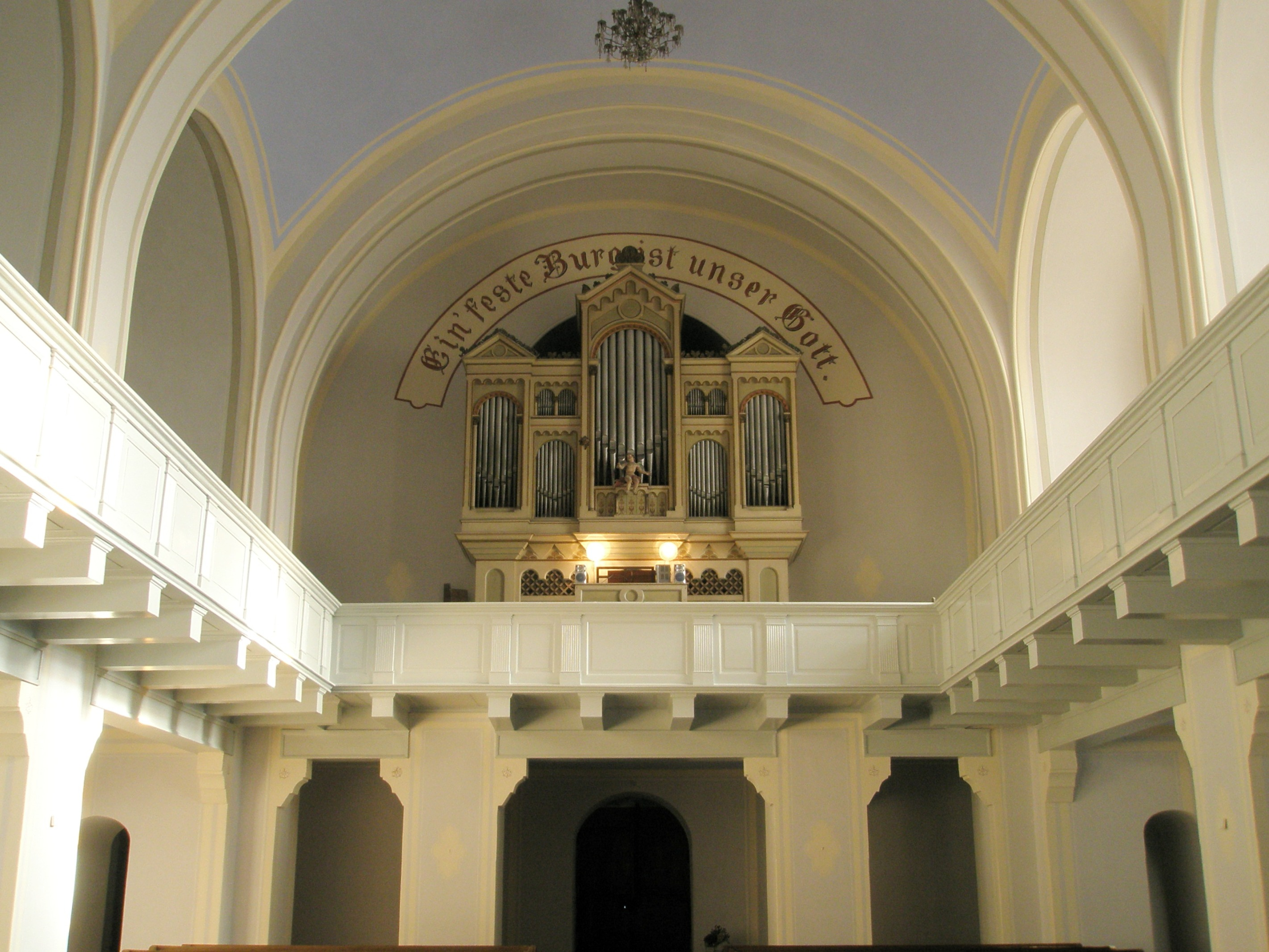
První verš písně nad varhanami v evangelickém kostele v Suchdole nad Odrou

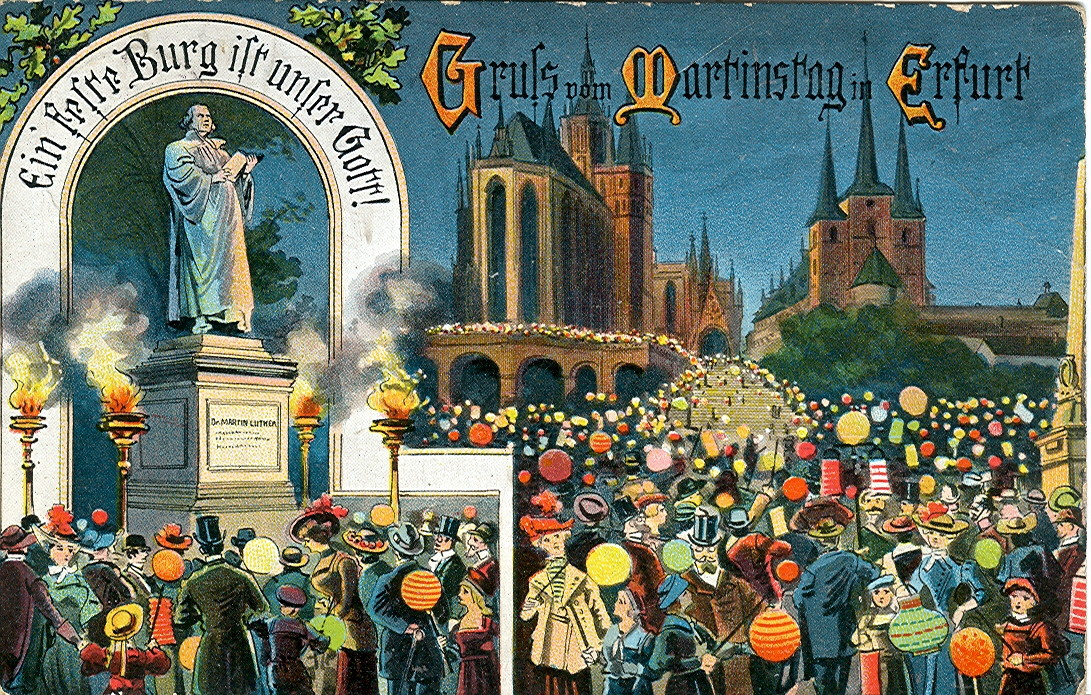
Pohlednice k Oslavám svátku sv. Martina z Erfurtu, 1913

Píseň má charakter hymny reformace a luterských církví a stala se inspirací pro řadu skladatelů (Johann Sebastian Bach, Georg Philipp Telemann, Felix Mendelssohn-Bartholdy, Giacomo Meyerbeer, Richard Strauss, Max Reger, Johann Pachelbel, Christian Heinrich Rinck, Otto Nicolai, Joseph Joachim Raff, Michael Praetorius, Johann Walther, Dietrich Buxtehude).
Píseň je přeložena do více než 200 jazyků.
V českém prostředí je píseň nejvíce rozšířena v překladu Jiřího Třanovského (Cithara sanctorum, 1636).

## Píseň „Hrad přepevný jest Pán Bůh náš“ v českých zpěvnících
Tato píseň je stále živá, dodnes se běžně zpívá ve shromáždění většiny evangelických církví, a je tudíž standardní součástí jejich zpěvníků:
| Zpěvník:                                           | Rok vydání:            | Číslo písně: |
| Zpěvník Evanjelické bratrské církve                | Potštýn 1892           | 224          |
| Zpěvník Evanjelické bratrské církve                | Potštýn 1908           | 388          |
| Zpěvník Českobratrské církve evangelické           | Praha 1927             | 261          |
| Evangelický kancionál (slezský)                    | Lipt. Sv. Mikuláš 1947 | 142          |
| Bratrský zpěvník                                   | Praha 1954             | 173          |
| Bratrské písně (baptisté)                          | Praha 1971             | 293          |
| Evangelický zpěvník (ČCE, s odděleným chorálníkem) | Praha 1979             | 189A, 189B   |
| Gloria                                             | samizdat, 1983         | 2            |
| Zpěvník Církve československé husitské             | Praha 2005             | 7            |
| Evangelický kancionál (slezský)                    | Český Těšín 2005       | 471          |
| Evanjelický spevník (ECAV na Slovensku)            | Lipt. Mikuláš, 2015    | 263          |
| Hrad přepevný (zpěvník ECAV v ČR)                  | Praha 2018             | 1            |

## Text

### Německý
Ein feste Burg ist unser Gott,

ein gute Wehr und Waffen.

Er hilft uns frei aus aller Not,

die uns jetzt hat betroffen.

Der alt böse Feind

mit Ernst er’s jetzt meint,

groß Macht und viel List

sein grausam Rüstung ist,

auf Erd ist nicht seinsgleichen.

Mit unsrer Macht ist nichts getan,

wir sind gar bald verloren;

es streit’ für uns der rechte Mann,

den Gott hat selbst erkoren.

Fragst du, wer der ist?

Er heißt Jesus Christ,

der Herr Zebaoth,

und ist kein andrer Gott,

das Feld muss er behalten.

Und wenn die Welt voll Teufel wär

und wollt uns gar verschlingen,

so fürchten wir uns nicht so sehr,

es soll uns doch gelingen.

Der Fürst dieser Welt,

wie sau’r er sich stellt,

tut er uns doch nicht;

das macht, er ist gericht’:

ein Wörtlein kann ihn fällen.

Das Wort sie sollen lassen stahn

und kein’ Dank dazu haben;

er ist bei uns wohl auf dem Plan

mit seinem Geist und Gaben.

Nehmen sie den Leib,

Gut, Ehr, Kind und Weib:

lass fahren dahin,

sie haben’s kein’ Gewinn,

das Reich muss uns doch bleiben.

### Český
Hrad přepevný jest Pán Bůh náš,

zbroj výborná i síla;

onť nás chrání, když satanáš

své proti nám vysílá.

Ten starý nepřítel

zkazit by nás chtěl,

moc a mnohá lest

hrozná zbraň jeho jest,

v světě nemá rovného.

Nástroj lidský jest v tom špatný,

snadní jsme my k zmožení.

Však hájí nás rek udatný,

jejž Bůh nám dal k spasení.

Kdo by ten byl, nevíš?

Jest Kristus Ježíš,

Bůh a Pán všeho,

a není jiného;

pole jistě obdrží.

Byť svět i plný ďáblů byl

chtějících nás zhltiti,

však žádný by z nás neubyl,

musejí ustoupiti.

Kníže světa toho,

ač bouří mnoho,

co chce, nespraví,

soud Boží ho dáví,

slovíčko jej porazí.

Ďábel, svět musejí jistě

ustoupit slovu jeho,

neb s námi jest v každém místě

Pán s dary Ducha svého.

Přijde‑li na zmatek

čest, hrdlo, statek,

nechť sobě mají,

nic tím nezískají,

nebes nám však nechají.

Překlad Jiřího Třanovského 1636,

verze ze Zpěvníku Českobratrské církve evangelické 1952 